# Kungars död
Kungars död, The Death of Kings, bok skriven 2004 av den brittiske historyfictionförfattaren Conn Iggulden. Det är den andra i serien Kejsaren om Julius Caesar.

## Handling
Romanen upptar Caesars liv något år efter slutet i den första boken, Roms portar. Caesars nemesis Sulla har intagit Rom och förklarat sig till diktator, mördat Caesars morbror Marius och förvisat Caesar själv från staden. Medan Caesars vän Brutus har skapat sig en karriär i Makedonien och flyr därifrån så kämpar Caesar mot pirater i Medelhavet som han slutgiltigen besegrar, efter att ha tagits som fånge och utpressats på en ofantlig lösesumma men mot alla odds återfunnit kaptenen och tagit en gruvlig hämnd. Han landstiger i det romerska Grekland, som dock plundrats av kung Mithridates (som i den första boken besegrades men skonades av Sulla, varpå denne intog Rom). Med hjälp av de 480 soldater han samlat på sig i jakten på piratkaptenen går Caesar till anfall mot Mithridates, besegrar och dödar honom. Hemma i Rom så har hans fru Cornelia fött dottern Julia, och Brutus har återvänt efter det att Sulla mördats av Caesars och Brutus' "dagpappa", Tubruk. Senaten tycker inte om Caesars illegala ingrepp, det gör dock stormännen Pompejus och Crassus, med vilka Caesar i nästa bok sluter en allians. Caesar återupprättar sig själv och sin makt i Rom och sluter sig sedan till Pompejus och Crassus, som fått uppdraget att tillintetgöra gladiatorn Spartacus', som med 80 000 förrymda slavar tågar mot Rom och därmed hotar det mäktigaste imperiet någonsin.

## Svenska utgåvor
Kejsaren. Kungars död. Stockholm: Bonnier (Finland). 2004. sid. 479. ISBN 91-0-010388-8
 Kejsaren. Kungars död. Stockholm: Bonnier (Finland). 2005. sid. 479. ISBN 91-0-010648-8
 Kejsaren. Kungars död. Stockholm: Bonnier (Danmark). 2005. sid. 479. ISBN 91-0-010817-0
 Kungars död. Bonnier Audio. 2006. ISBN 91-7953-433-3